# Telebasis bickorum
Telebasis bickorum là một loài chuồn chuồn kim trong họ Coenagrionidae.
Telebasis bickorum được miêu tả khoa học năm 2002 bởi Daigle.